# 1882
1882. је била проста година.

## Догађаји

### Јануар
- 10. јануар — Почео је Херцеговачко-бокељски устанак Срба против Аустроугарске, као одговор на увођења закона о војној обавези и регрутовања.

### Март
- 6. март — Кнежевина Србија постала краљевина, а њен кнез Милан Обреновић проглашен за првог краља Србије модерног доба.
- 24. март — Немачки бактериолог Роберт Кох објавио да је изоловао бактерију која изазива туберкулозу.

### Мај
- 20. мај — У Бечу је потписан уговор о Тројном савезу Немачке, Аустроугарске и Италије.

### Јул
- 11. јул — Британска медитеранска флота је почела са бомбардовањем Александрије у оквиру Англо-египатског рата.

### Октобар
- 11. октобар — Јелена-Илка Марковић је покушала да убије српског краља Милана Обреновића у београдској Саборној цркви.

## Рођења

### Јануар
- 30. јануар — Френклин Делано Рузвелт, 32. председник САД

### Фебруар
- 2. фебруар — Џејмс Џојс, ирски књижевник. († 1941)

### Мај
- 9. мај — Џорџ Баркер, амерички сликар (†1965)
- 13. мај — Жорж Брак, француски сликар. (†1963)

### Август
- 11. август — Родолфо Грацијани, италијански маршал

### Септембар
- 22. септембар — Вилхелм Кајтел, немачки фелдмаршал
- 30. септембар — Ханс Гајгер, немачки физичар. († 1945)

### Октобар
- 18. октобар — Лисјен Пти-Бретон, француски бициклиста. (†1917).
- 30. октобар — Гинтер фон Клуге, немачки фелдмаршал

### Децембар
- 11. децембар — Макс Борн, немачки физичар. († 1970)

### Непознат датум
- Непознат датум - Абд-ел-Крим, марокански војсковођа, правник и новинар († 1963)

## Смрти

### Август
- 11. август — Ђена Брановачки, српски народни добротвор. (*1841)
- 13. август — Вук Врчевић, српски сакупљач народних умотворина и дипломата (*1811)

### Септембар
- 23. септембар — Фридрих Велер, немачки хемичар

### Новембар
- 17. новембар — Ђура Даничић, српски научник и филолог (*1825)